# Свети Франциск Ксаверий (Гродно)
Катедралният събор „Свети Франциск Ксаверий“ (Фарний кастьол) е действащ бароков католически храм в град Гродно, сред 3-те най-ценни католически архитектурно-исторически паметници в Беларус.
Той е част от йезуитски манастирски комплекс, заемащ цял квартал в самия център на града. Освен него в комплекса са включени още най-старият колеж в страната, библиотека, първата аптека в Беларус и множество помощни сгради.
По-известното наименование на катедралата е Фарний кастьол (Фарный костёл), което означава главен храм. Получава това название през 1783 г., когато при пожар почти е унищожена съседната готическа църква, построена по времето на княз Витовт. На 15 декември 1990 г. римският папа Йоан Павел II присвоява на църквата почетната титла „Малка базилика“. С това тя получава редица правомощия – на църковните служители е разрешено да ползват специални одежди, храмът има право на герб и други символи. Когато на 13 април следващата година е обособена Гродненската католическа епархия, храмът става катедрален събор. През декември 2015 г. тържествено е отбелязана 315-ата годишнина от освещаването на катедралата.

## История
През 1584 г. княз Стефан Батори, с писмо до варшавските йезуити, кани ордена да си избере място за образователно-религиозен център в Гродно. Владетелят отделя 10 000 злоти за създаването на манастирски комплекс с колеж. Йезуитите обаче пристигат чак през 1622 г., когато Стефан Батори отдавна е починал. Орденът се занимава с просветителска дейност, резиденцията на монасите е основана на следващата година, а през 1625 е открито и училището. Към средата на 17 век йезуитите построяват дървената католическа църква „Св. св. Петър и Павел“, от която се запазва само камбаната, отляна през 1667 г. в Кьонигсберг, днес Калининград. Около 1700 г. сградата на църквата е преустроена в училище.
Предполага се, че строителството на каменната катедрала е започнало през 1654 г., в края на войната с Русия. Посветена е на Франциск Ксаверий, реална историческа личност, мисионер, приобщил към християнството много хора в Азия и канонизиран за светец. Изграждането ѝ става трудно, тъй като е прекъсвано многократно заради военни действия и пожара през 1656 г., когато недовършената постройка изгаря. Монасите успяват да възобновят строителството на храма през 1662 г.
На 21 юни 1678 г. е осветен ъгловият камък под фундамента, а основите са завършени до 1683 г. Първата Света литургия е отслужена на 30 май 1700 година. Следващите пет години са посветени на довършителни работи, издигане на купола, монтиране на камбаните, измазване на стените отвътре, поставяне на скамейки и други. На 6 декември 1705 г. на освещаването на църквата присъстват Август II, крал на Полша и велик княз на Литовското княжество, и Петър I, император на Русия. През 1744 г. от Крулевиец (Калининград) е докаран и монтиран органът. През 1773 г., след забраната на ордена от папа Климент XIV, постройките на манастира, заедно с катедралата и колежа, преминават в разпореждане на Комисията по образование.
Към колежа на йезуитския манастир е събрана библиотека, която през 1773 г. наброява 2300 книги. В него учи бъдещият математик, астроном и просветител Мартин Почобут-Одляницки. От 1651 г. в учебното заведение започват да се провеждат студентски театрални представления, които са по-скоро утилитарни, отколкото развлекателни. С тях местните студенти демонстрират ораторско и сценично изкуство пред силните на деня и добиват някаква популярност в помощ на бъдещото си развитие. От 1705 в колежа започват да се водят и курсове по философия, което автоматично го определя като висше учебно заведение. През 1737 – 1738 г. в образователната програма се включва и морална теология. Това значително приближава колежа към понятието за академия.
В периода 1775 – 1796 г. на територията на комплекса действа типография. От 1667 г. работи аптека, за която е построена специална сграда. За успеха ѝ помага традицията на йезуитските аптекари да споделят помежду си информацията за всички нови лекарски тайнства и лекарствени рецепти. В нея днес се помещава единствената аптека-музей в Беларус.
През 60-те години на 20 век тоталната борба с религията води до унищожаване на много църкви и християнски ценности и катедралата е предвидена за взривяване. Спасена е от самите енорияши, които доброволно обсаждат сградата и остават на пост в нея, не напускайки храма в продължение на много дни и нощи. Благодарение на тях катедралата е спасена.
В периода 1960 – 1988 г. богослуженията в църквата са прекъснати заради атеистичната политика на СССР и застрашената от разруха църква остава без свещеник. Въпреки това, в неделите и на католическите празници енориашите продължават да се събират за молитва, но богослуженията се провеждат без свещеник. Едва през 1987 г., по време на Перестройката, властите разрешават да се провеждат Свещени литургии пет пъти годишно. На следващата година, благодарение на дейността на ксендз Тадеуш Кондрусевич, храмът отново започва да функционира нормално.

## Архитектура
Катедралата е трикорабна базилика с две камбанарии, която с великолепието и височината си от 50 м е една от най-красивите в Жечпосполита и доминира над всички околни постройки. По размери сградата е сравнима с йезуитските църкви „Св. Казимир“ във Вилнюс и „Св. св. Петър и Павел“ в Краков. Ширината на катедралата е 30 м дължината – 60 м, а височината на главния неф – 21,5 м.

### Фасада
В началото основната фасада е съвсем опростена, а двете камбанарии са лишени от всякаква пластика, присъща на развития барок. По-късно е преработена във вид на тристепенна композиция, наситена със сложни профили, извити или правоъгълни ниши и отвори. Фасадата е украсена с две леки, изящни, ажурни камбанарии, завършени през 1752 г.
През 1898 г. пред входа на катедралата е изградено стълбище, на парапета на което е поставена скулптурна фигура на Христос, носещ кръста. На постамента му е гравиран позлатеният надпис „Sursum corda“ (горе сърцата) – встъпителните слова на евхаристичната молитва, присъстваща на литургиите както на католишката, така и на православната църква. Композицията е изпълнена в началото на 20 век и силно напомня фрагмент от църквата „Свещения кръст“ във Варшава.
На фасадата са вдълбани три екседри (полукръгли ниши) – две на първо ниво и една – горе, между двете камбанарии. В тези на първо ниво са поставени скулптурните фигури на апостол Петър, държащ голям ключ и апостол Павел с меч, сочещ надолу. Нишата на най-горното ниво е запълнена от статуята на Франциск Ксаверий, един от основателите на ордена на йезуитите.

### Часовникова камбанария
През 1725 г. в основата на северната камбанария е монтиран старинен часовник. Първото потвърждение за съществуването му в архивните документи е датирано от 1561 г. Първоначално часовникът е украсявал кметството, а след разрушаването му във войната през 1660 г. е пренесен и поставен на дървената кула на йезуитския колеж. Дълго време се е считало, че е изработен през 17 век, но при последните изследвания се установява, че е доста по-стар. Това го прави най-старият часовник в Европа, вместо този в Прага, както се е приемало.
Някои от механизмите му са направени през 12 век, а техниката на изработката им е загубена. Часовникът работи с помощта на тежък 60-килограмов камък, който се спуска от 15-метрова височина в продължение на 36 часа. До механизма се достига по 132 стръмни каменни стъпала. Часовата стрелка на циферблата е с дължина един метър, а минутната – 1,15 м. На четвърт час камбаната удря един път, на 30 минути – 2 пъти, на 45 следват 3 удара и на кръгъл час – 4. Храмовите камбани са отлети през 1665 г. и представляват историческа и художествена ценност. През 19 и началото на 20 век часовникът официално се приема за кметски, т.е. целият град сверява часовниците си по него, а поддръжката му се плаща с общински пари.
Часовникът работи до началото на Първата световна война, когато немските войски го отнасят, заедно с 3 от камбаните, в Германия. По-късно полските власти взимат решение да го подменят с по-нов механизъм, но така и не успяват. Старият часовник престоява дълги години без да се използва и е монтиран отново чак през 1987 г. През 1938 г. са поставени нови камбани, реставрирани за последен път през 1997 г. от местни майстори. Въпреки внушителната си възраст, часовникът работи с точност до секунда и камбанният му звън оглася околността.

## Интериор
В план вътрешното пространство на катедралата представлява кръст с висок купол в центъра. Трите нефа се опират на аркади, а куполът и балконът се носят от мощни колони. От вътрешната страна на предната фасада са построени две вити стълби, водещи към балкона с органа.
В интериора широко е приложена архитектурната пластика, наситена със скулптурни фигури и живописни произведения. Изповедалните са изпълнени от дърво и богато резбовани. Амвонът също е дървен, изработен през 18 век в стил рококо. Оцветяването наподобява светъл мрамор, украсен с позлатени елементи.
Стенописите, рисувани през 1752 г., се състоят от няколко сюжетни композиции, разположени в сводести ниши и арки. Над аркадата в главния неф са изпълнени 14 фрески с изображения на сцени от живота на свети Франциск Ксаверий. Под купола са изработени още 4 стенописа с изображения на евангелистите.
Иконата на Божията майка Конгрегатска (Студентска, Снежна) се приема като една от най-ценните светини на храма. Тя е медно копие от римски оригинал, дарена от папата, и се намира в града още от 1641 г. Внесена е тържествено в църквата на 3 август 1664 г. Възрастни хора разказват, че по време на Втората световна война в катедралата попада снаряд, прелетял покрай една от иконите. Той обаче не избухва и гражданите вярват, че именно тази икона е спасила храма.

### Главен олтар
Интериорът на катедралата е украсен с 13 олтара, 8 от които на колоните между нефовете, 2 – в страничните трансепти, главният олтар и по един от двете му страни. Доминиращо място в декоративно-художествения ансамбъл на интериора заема резбованият главен олтар, изпълнен изцяло от дърво, създаден в стил късен барок през 1736 – 1738 г., по проект на пруския скулптор К. Паукер. Главен майстор, отговарящ за групата, изработваща дърворезбите, е полският резбар Я. Шмит. Счита се, че с височината си от 21 м, олтарът е един от най-високите в Европа. Средствата за изработката му са дарени от мстиславския кастелан Самуил Лозов и жена му Констанция.
Тристепенната му, многофункционална композиция е изработена от дърво и оцветена така, че да наподобява мрамор. Обогатена е със сложна група от коринтски колони и пиластри. В състава на композицията са включени 40 скулптурни фигури на апостоли, светци и меценати. В центъра на второ ниво е поставена статуята на свети Франциск, цялата обляна в светлина. От двете му страни се намират светите Петър и Павел, следвани от останалите апостоли – Яков Зеведеев, Яков Алфеев, Андрей, Вартоломей, Тома, Филип, Юда Тадей. Присъства и статуята на апостол Симон Кананит, изобразен с триона, с който е бил нарязан жив. На централно място на следващото ниво са скулптурите на Иисус и евангелистите – Лука с теле, Матей с ангел, Марк с лъв и Йоан Богослов с орел. Следват четиримата свети учители – Григорий, Йероним, Августин и Амвросий.
На върха си главният олтар завършва с композицията „Слава“, символизираща победата на доброто над злото. Тя е център на художественото решение на целия интериор, а като аналог за колорита му е ползван витраж от римската базилика „Св. Петър“. Композицията обрамчва витражен прозорец, над който е изобразен Светият дух, огрян от слънчеви лъчи. От двете му страни, обкръжени от ангели, са коленичили жени, олицетворяващи четири от континентите.
През 2006 г. част от главния олтар е унищожена от пожар, възникнал от късо съединение. Това са някои релефни колони, части от балюстрадата и декорацията и 4 скулптурни фигури – на мецената Самуил Лозов, свети Амвросий, апостолите Яков и Тома. Реставрацията на повредените елементи се провежда от 2009 до 2011 г., финансирана само от волни пожертвования. Възстановеният олтар е изработен в нова, по-светла цветова гама, украсен с филигранна резба по колоните и пиластрите и голяма част от елементите са позлатени. Четирите скулптури са възстановени по снимки и както оригиналните – изработени от твърда липа. Заедно с това са възобновени и повредените по-рано елементи от декорацията, като например част от липсващата ръка на апостол Андрей.

### Странични олтари
В трансепта в лявата част е разположен олтарът на Архангел Михаил със скулптурни фигури на водещи политици от Великото литовско княжество. Олтарът срещу него е посветен на Дева Мария Конгрегатска с чудотворната икона, донесена от римската базилика Санта Мария Маджоре. Около нея е отрупано със сребърни медальони, тъй като съществува обичай да се дарява на храма сребърно или златно изображение на този, който е изцелен благодарение на нея. Олтарът в един от трансептите вдясно е посветен на светия принц Казимир Ягелонски, починал в Гродно през 1484 г. Принцът е изобразен, молещ се на стъпалата на катедралата през нощта, когато тя е затворена. На второто ниво над него е показано явяването на Казимир пред литовските войни, бързащи на помощ на обсадения Полоцк.
Останалите странични олтари са посветени на Дева Мария Розария, бичуването на Христос, свети Йосафат Кунцевич, свети Йосиф, Дева Мария Шкаплерна, Дева Мария на вечната помощ, свети Юда Тадей, свети Станислав Костка и Света Троица.
- Главната фасада
- Христос с кръста
- Свети Йосафат Кунцевич
- Иконата на Дева Мария Конгрегатска
- Амвонът
- Свети Франциск
- Архангел Михаил
- Балконът с органа
- Част от органа
- Меценатът Констанция Лазова